# Eagle (town de Waukesha)
Eagle és un town del comtat de Waukesha, Wisconsin, Estats Units. Al cens del 2020 comptava amb 3.478 habitants. El village  d'Eagle és dins dels límits del town. La comunitat no incorporada d'Eagleville també es troba al town.

## Història
El nom del town prové d'un incident del 1836 quan el pioner Thomas Sugden i dos companys, explorant la zona, van veure el que es va descriure com "una àguila calba monstruosa... planava i es corbava sobre un gran monticle" al mig de la praderia.
El 21 de juny de 2010 un tornado causà danys importants va passar pel town, i la tempesta de la que penjava el tornado feu saltar les alarmes als comtats de Racine i Milwaukee.

## Geografia
Segons l'Oficina del Cens dels Estats Units, el town té una superfície de 90,8 km2 (35,1 milles quadrades), de les quals 89,7 km2  (34,6 milles quadrades) son terra ferma i 0,4 milles quadrades (1,1km2) d'aquesta, un 1,23%, son cobertes per les aigües.
Segons el cens  de l'any 2000, al town hi havia 3.117 persones, 1.049 llars i 904 famílies resultant-ne una densitat de 34,8 habitants / km2 (90,0 persones per milla quadrada). Hi havia 1.118 habitatges amb una densitat mitjana de 12,5 habitants / km2 (32,3 per milla quadrada). El perfil racial del town era d'un 97,85% blanca, un 0,51% de negres o afroamericans, 0,16% natius americans, 0,38% asiàtics, 0,38% d'altres races i 0,71% de dues o més races. El 0,58% de la població era hispana o llatina de qualsevol raça.
Hi havia 1.049 llars, en el 43,4% de les quals hi vivien menors de 18 anys, el 79,8% eren parelles casades vivint juntes, el 3,3% tenien una dona com a cap de família sense marit present i el 13,8% no eren famílies. El 9,9% de totes les llars estaven formades per una sola persona, i en el 3,2% hi residien persones de 65 o més anys vivint soles. La mida mitjana de les llars era de 2,97 persones i la mida mitjana de les llars ocupades per famílies era de 3,18.
Al town la població es repartia en les següents classes etàries: un 29,0% menors de 18 anys, un 5,8% de 18 a 24 anys, un 33,0% de 25 a 44 anys, un 25,6% de 45 a 64 anys i un 6,5% de 65 anys o més. L'edat mitjana era de 37 anys. Per cada 100 dones, hi havia 96,9 homes. Per cada 100 dones de 18 anys o més, hi havia 101,4 homes.
La renda mediana per llar al town era de 69.071 dòlars, i la renda mediana familiar era de 73.611 dòlars. Els homes tenien una renda mediana de 51.607 dòlars enfront dels 32.500 dòlars de la de les dones. La renda per càpita del town era de 26.354 dòlars. Un 2,8% de les famílies i el 3,1% de la població estaven per sota del llindar de pobresa, entre aquests el 3,1% dels menors de 18 anys i el 5,9% dels majors de 65 anys.

## Cultura
L'Old World Wisconsin, un museu a l'aire lliure que recrea les granges i els assentaments en funcionament dels immigrants europeus, es troba a Eagle. El museu mostra equips de bous i cavalls treballant als camps, gent del camp preparant àpats amb estufes de llenya i plantes tradicionals als jardins.

## Persones notables
- Chellsie Memmel, gimnasta i medallista de plata olímpica del 2008[6]
- Matthias J. Regan, representant de l'estat de Wisconsin[7]
- Charles A. Snover, senador de l'estat de Wisconsin[8]